# Гюйон (отель)
Отель Гюйон (англ. Guyon Hotel) — исторический бывший отель в городе Чикаго (штат Иллинойс). Отель был построен по проекту Дженсена Дж. Дженсена в 1927 году из красного и кремового кирпича. Здание украшают арочные окна на двух этажах и изысканные, детализированные терракотовые орнаменты, характерные для работ Дженсена. Строительство обошлось Ж. Луи Гюйону, франко-канадскому владельцу ночных клубов и инструктору по танцам, в 1,65 млн долларов.
Первый этаж отеля «Гюйон» занимали коммерческие помещения и вестибюль отеля, а второй этаж — два бальных зала. Сам Гюйон жил в пентхаусе в южной части этого здания.
После открытия отеля в 1928 году его владелец Ж. Луи Гюйон установил на здании две радиовышки AM для передачи сигналов своей радиостанции, транслировавшей программы и музыку, ориентированные на консервативную публику. Один из бальных залов на втором этаже использовался как радиостудия. В середине 1930-х годов контроль над WGES перешёл к Гарри и Томасу Гюйонам, а в 1942 году радиостанция съехала с отеля, но продолжила вещать как WGRB. В период Великой депрессии отель перешёл под внешнее управление, а в 1939 году был продан за 425 000 долларов. В 1940 году его приобрели Джек Гальпер и Джордж Лондон. В 1948 году башни AM были заменены на FM, и из издания отеля стала вещать станция WOAK, которая в 1951 году была переименована в WFMT и начала транслировать классическую музыку. В 1954 году студии и радиопередатчик станции были перенесены в ЛаСаль-Вакер-билдинг. В 1964 году отель был продан за 500 000 долларов.
В 1985 году отель Гюйон был продан лютеранской некоммерческой организации «Вефильская новая жизнь», которая отремонтировала его в целях обустройства там доступного жилья. Бывший американский президент Джимми Картер останавливался в отремонтированном отеле на неделю, работая над реабилитационным проектом совместно с благотворительной организацией Habitat for Humanity. Сообщалось, что его комната «кишела тараканами» и «была обставлена только кушеткой и ящиком для молока». В итоге инициатива «Вефильской новой жизни» по обустройству в бывшем отеле доступного жилья потерпела неудачу, причиной тому стала нехватка средств. В настоящее время здание пустует, с 1995 года оно сменило владельцев более шести раз. Из-за нарушений строительных норм отель находится под угрозой сноса. Совет по сохранению достопримечательностей Иллинойса включил его в число 10 объектов, которым больше всех других угрожает перспектива исчезновения.
9 мая 1985 года отель Гюйон был внесён в Национальный реестр исторических мест США.